# Michael Epp (Kameramann)
Michael Epp (* 26. Oktober 1939 in Wien, Österreich; † 21. Oktober 1999 in Trèbes, Frankreich) war ein österreichischer Kameramann.

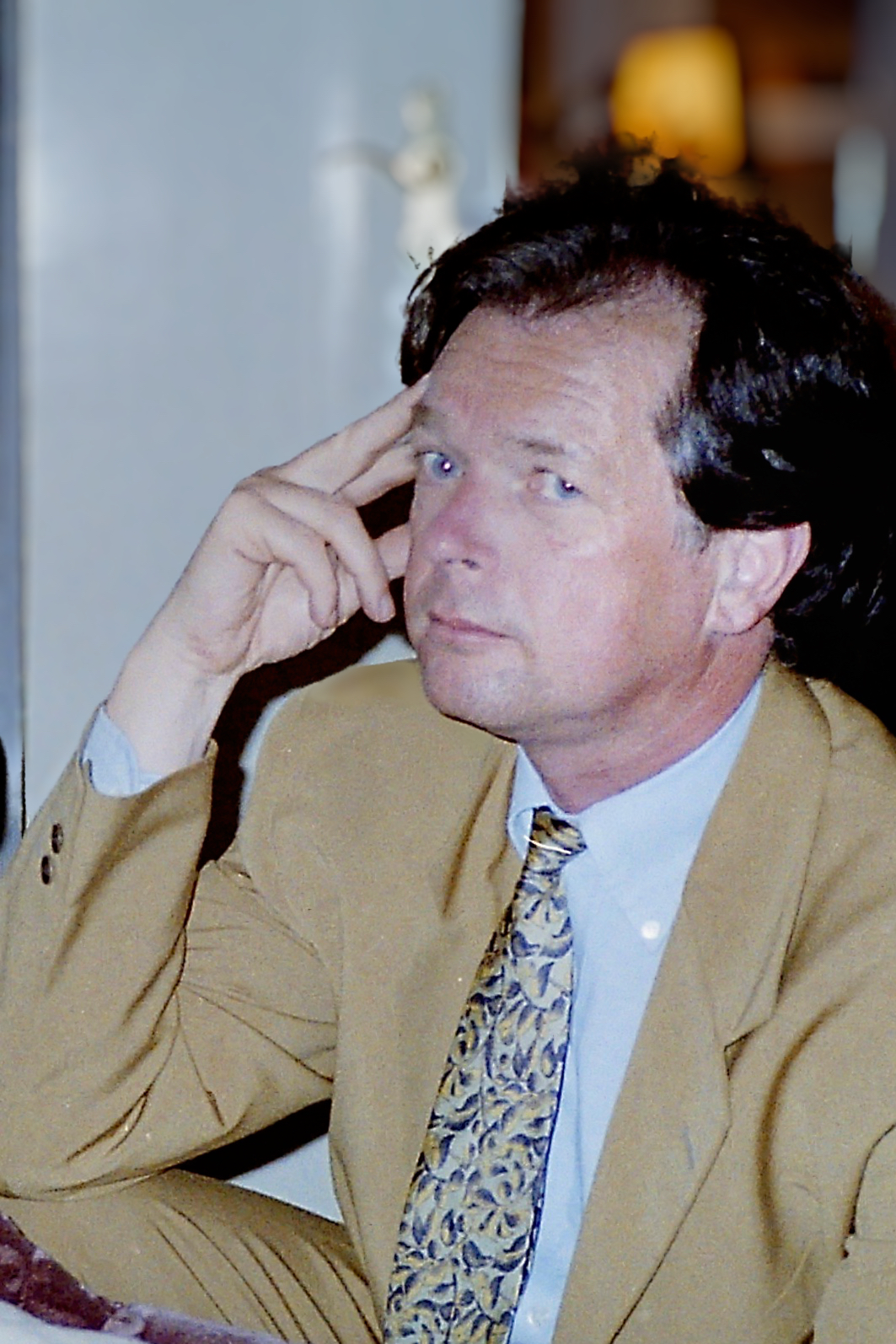
Michael Epp im Mai 1990

## Leben
Seine Ausbildung erhielt Epp an der Wiener Graphischen Lehr- und Versuchsanstalt, Abteilung Fotografie. Er begann seine Arbeit als Kameraassistent beim österreichischen Unterhaltungsfilm zu Beginn der 1960er Jahre.
Seit 1964 arbeitete er als Kameramann für den ORF. In den 70er Jahren war er ein vielbeschäftigter Mitarbeiter des Produzenten und Regisseurs Ottokar Runze. Ab Anfang der 80er Jahre wurde er auch immer wieder beim französischen Film  eingesetzt, besonders von Édouard Molinaro, aber auch von Michel Favart bei dessen Vierteiler Die Elsässer. 1996 erhielt Epp den Bayerischen Filmpreis für seine Kameraführung in dem Spielfilm  Mutters Courage (1995).

## Filmografie
| - 1961: Mann im Schatten, Regie: Arthur Maria Rabenalt - 1964: Der Nachfolger - 1971: Omer Pacha (TV-Serie) - 1972: Elternschule (TV-Serie) - 1972: Agent aus der Retorte - 1973: Der Lord von Barmbeck - 1974: Tod in Astapowo - 1974: Das Leben Anton Bruckners - 1974: Zinngeschrei - 1974: Im Namen des Volkes - 1975: Das Messer im Rücken - 1975: Ein deutsches Attentat - 1976: Hans und Heinz Kirch - 1976: Verlorenes Leben - 1977: Generale – Anatomie der Marneschlacht - 1977: Ein Tisch zu viert - 1977: Die Standarte, Regie: Ottokar Runze - 1978: Der Pfingstausflug - 1979: La lumière des justes (Mehrteiler) - 1979: Der Mörder - 1980: Musik auf dem Lande - 1980: Am Südhang, Regie: Michael Verhoeven - 1981: Stern ohne Himmel - 1981: Kinder - 1982: Feine Gesellschaft – beschränkte Haftung - 1983: Der Schnüffler - 1984: Warten auf Beethoven - 1985: Die Dame vom Palast Hotel (Palace), Regie: Édouard Molinaro - 1985: Das Gespinst - 1986: Liebling Kreuzberg (TV-Serie, sechs Folgen) - 1986: Tatort – Strindbergs Früchte - 1988: Lorentz & Söhne (TV-Serie) | - 1989: Manon Roland, Regie: Édouard Molinaro - 1989: Rausch der Verwandlung (Mehrteiler), Regie: Édouard Molinaro - 1989: Die schnelle Gerdi (TV-Serie) - 1990: Die Hallo-Sisters - 1991: Der Deal - 1991: Linda - 1991: Das Schicksal des Freiherrn von Leisenbohg (L’Amour maudit de Leisenbohg), Regie: Édouard Molinaro - 1991: Unser Lehrer Doktor Specht (TV-Serie) - 1992: Ein Abendessen mit dem Teufel (Le souper), Regie: Édouard Molinaro - 1992: Moebius - 1992: Die verlassene Frau (La femme abandonnée), Regie: Édouard Molinaro - 1993: Die Umarmung des Wolfes, Regie: Rainer Wolffhardt - 1993: L’éternel mari, Regie: Denys Granier-Deferre - 1993: Der Betrogene - 1993: Goldstaub - 1994: Nur eine kleine Affäre (Mehrteiler) - 1994: Jeanne - 1994: Tatort – Laura mein Engel - 1995: Mutters Courage, Regie: Michael Verhoeven - 1995: Ce que savait Maisie, Regie: Édouard Molinaro - 1995: Mordslust (Serie) - 1996: Die Elsässer (Les Alsaciens – ou les deux Mathilde), Mehrteiler, Regie: Michel Favart - 1996: Beaumarchais – Der Unverschämte (Beaumarchais, l’insolent), Regie: Édouard Molinaro - 1997: Freier Fall - 1997: Berlin – Moskau - 1997: Eine Frau nach Maß (Une femme sur mesure), Regie: Detlef Rönfeldt - 1997: Sans cérémonie, Regie: Michel Lang - 1997: Sperling und der gefallene Engel - 1998: Hundert Jahre Brecht - 1998: Clarissa - 1998: Der König: Dr. med. Mord - 1999: Nora, Regie: Édouard Molinaro - 1999: Der Vulkan - 1999: Die Sekretärin des Weihnachtsmanns |